# تياغو كوريا
تياغو كوريا (بالبرتغالية: Thiago da Rosa Corrêa‏) هو لاعب كرة قدم برازيلي في مركز الوسط، ولد في 7 أبريل 1982 في بورتو أليغري في البرازيل. لعب مع أونياو ليريا وشيكاغو فاير ونادي إنترناسيونال ونادي كاشياس دو سول.

## وصلات خارجية
- تياغو كوريا على موقع الدوري الأمريكي (الإنجليزية)
- تياغو كوريا على موقع قاعدة بيانات كرة القدم.إي يو (الإنجليزية)